# Pierre Lorcy
Pour l’article homonyme, voir Lorcy (homonymie).
Pierre Lorcy est un boxeur français né le 30 mai 1967 à Bezons dans le Val-d'Oise. Il est le frère de Julien Lorcy.

## Biographie
Issu d'une famille des gens du voyage (Yéniches) boxeurs, Pierre Lorcy mène une belle carrière amateur et passe professionnel à 21 ans. Il remporte ses six premières victoires en deux rounds. Après une vingtaine de victoires, Lorcy affronte l'ouragan de Cayenne Jacobin Yoma (preparé physiquement par Richard Gauthier ce qui lui permettra de devenir 6 fois champion d'Europe) contre qui il s'incline en dix rounds le 6 avril 1990. Mais il se relance avec 9 victoires consécutives (6 par KO) notamment face au technicien Alain Simmoes et au dur vétéran Pedro Armando Gutierrez.
Avec 29 victoires et une seule défaite, Pierre Lorcy devient un espoir français de la boxe. Le 7 mars 1992, il dispute son premier championnat d'Europe à Paris face au danois Jimmi Bredahl, invaincu en onze combat. Bredahl est très dur et résistant. Lorcy finit par fatiguer et au onzième round, l'arbitre l'arrête sur blessure. Déçu, Lorcy termine l'année 1992 par deux victoires contre des boxeurs sans grand valeur.
Pierre tente de se relancer en affrontant Bobby Brewer. Mais rien ne se passe comme prévu et Lorcy se retrouve ouvert au visage poussant l'arbitre à l'arrêter. Après cette nouvelle déception, il remporte 3 victoires au points dont la dernière, la 34e, le même soir que son jeune frère Julien (qui remporte lui sa dixième victoire). Il met un terme à sa carrière le 25 mars 1994 . En 1996, son jeune frère Julien devient champion d'Europe et en 1999 champion du monde de boxe WBA.

### Meurtre
Le 2 septembre 1999, placé en garde à vue pour une affaire de vol de voiture, ses empreintes sont relevées et sont rapprochées d'une autre affaire, le meurtre de Gaston Moysset, 88 ans, en juin 1994, à Bezons dans le Val-d'Oise. Il avoue s'être rendu au domicile de la victime mais nie le meurtre invoquant une mort accidentelle. Il est condamné à dix ans de réclusion criminelle pour meurtre et sort en 2004 au bout de cinq ans.

### Retour bref
Le 29 janvier 2005, Pierre Lorcy remporte 11 ans après sa première retraite un combat face à Adrian Parlogea en 2 rounds. Le but étant de remporter quelques victoires avant un championnat de France. 4 mois plus tard, il remporte une victoire au 1er round contre un autre boxeur peu expérimenté. Depuis, il a de nouveau mis un terme à sa carrière.

## Documentaire télévisé
- « Déshonneur et châtiment » le 30 mai 2017 dans Sur la scène du crime sur RMC Découverte.